# Neuenhofe
Neuenhofe este o comună în Saxonia-Anhalt, Germania